# فرودگاه تکبانده پونتا کلرادا
 فرودگاه تکبانده پونتا کلرادا (به انگلیسی: Punta Colorada Airstrip) یک فرودگاه همگانی با کد یاتا PCO است که یک باند فرود خاک دارد و طول باند آن ۶۹۵ متر است. این فرودگاه در کشور اسپانیا قرار دارد و در ارتفاع ۱۶ متری از سطح دریا واقع شده است.